# Голубиные гонки
Голубиные гонки — вид спорта с участием специально обученных «гоночных» голубей, которые, отвозятся на дистанцию гонки откуда производится их одновременный выпуск. Птицы  должны долететь до своего питомника, проделав в пути  определённое расстояние. С помощью этого расстояния и времени, затраченного на полёт, вычисляется скорость полёта каждого из голубей. Для голубиных гонок используются специально подготовленные спортивные голуби, обладающие хорошими навигационными и скоростными качествами.  Расстояние, которые голуби преодолевают в гонках, может исчисляться от 100 до 1000 и более километров. 
Победителем гонки признаётся птица, преодолевшая маршрут с максимальной скоростью. Для определения победителя гонок и фиксации времени прилёта голубей в питомник ранее использовались механические устройства и резиновые кольца, которые в настоящее время были заменены электронными устройствами и микрочипами.
Голубиные гонки как спорт зародились, как предполагается, ещё до нашей эры, но широкое распространение получили в начале XIX века сначала в Нидерландах, затем во Франции, Бельгии и Великобритании: так, в 1820 году было проведено состязание голубей в полёте между Парижем и Льежем, а в 1823 году — между Лондоном и Бельгией. В 1875 году голубиные гонки были впервые проведены в США, став спустя три года достаточно популярными в этой стране. В 1900 году они стали «неофициальным» видом спорта на Олимпийских играх.
- Эта статья (раздел) содержит текст, взятый (переведённый) из одиннадцатого издания «Британской энциклопедии», перешедшего в общественное достояние.